# 道の駅土佐さめうら
道の駅土佐さめうら（みちのえき とささめうら）は、高知県土佐郡土佐町にある国道439号の道の駅である。

## 施設
- 駐車場
  - 普通車：38台
  - 大型車：2台
  - 身障者用：2台
- トイレ
  - 男：8器
  - 女：7器
  - 身障者用：2器
- レストラン 9:00 - 17:00
- コインシャワー室（男2室、女1室、別）
- 芝生広場
- 休憩所
- 展示室
- 駐輪場
- 公衆電話
- 自動販売機
- 物産館 9:00 - 18:00 第1・3火曜日（祝祭日除く）

## 休館日
- 第1・3火曜日（レストランのみ毎週火曜日）

## アクセス
- 国道439号 - 登録路線

間接連絡
- 高知県道17号本川大杉線
- 高知県道265号大川土佐線

## 周辺
- 土佐町役場
- 早明浦ダム
- 桂月館